# Carl von Knorring
Carl Erik von Knorring, född 23 november 1861 i Tavastehus, död 6 december 1931 i Köpenhamn, var en finländsk sång- och teaterledare.
Carl von Knorring anställdes 1883 vid Statsjärnvägarnas kilometerkontor och var senare dess chef. I egenskap av mångårig ledare för Akademiska Sångföreningen (1885–92, 1894 och 1899–1902) och tidvis även för sällskapet Muntra Musikanter) inlade han stor förtjänst om studentsången i Helsingfors. Han var också verksam som vissångare och var 1904–16 ordförande i direktionen för Svenska Teatern i Helsingfors.